# Старкад

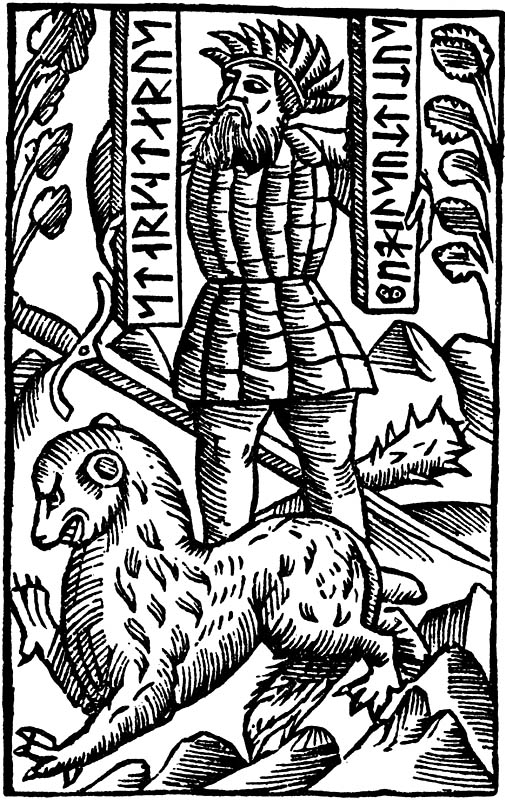
Изображение Старкада держащий руны в книге «История северных народов» Олафа Магнуса, 1555 г. На рунах латинское: «Starcaterus pugil Suctius».

Старкад — легендарный герой скандинавской мифологии. Появляется в многих легендах и мифах, относящихся к разной скандинавской традиции. Наибольшее количество упоминаний Старкада имеется в «Деяниях данов» Саксона Грамматика и в исландских источниках. Общие черты сказания о Старкаде имеет с англосаксонской поэмой Беовульф.

## Общие сведения
Старкад является сложным персонажем, описывается как воин-берсеркер, известный не только своим героизмом, но и злодеяниями.

## Деяния датчан
Саксон Грамматик называет Старкада (Старкадера) сыном Сторверка и «выходцем из Светии» (Швеции?). Служил берсеркер при дворе легендарного датского короля Фродо.